# Tipos de velos islámicos
Esta tabla de tipos de velos islámicos lista estilos diferenciados de ropa islámica comúnmente asociados con la palabra general hiyab o velo islámico.
La palabra árabe hiyāb puede ser traducido como cubierta, cortina, velo, pantalla, partición, entre otros significados. En el Corán se refiere a ideas de separación, protección y tapado en ambos sentidos literales y metafóricos. Posteriormente, la palabra ha evolucionado y en la actualidad denota el velo de la mujer musulmana o la idea de separación entre sexos. En español, se refiere predominantemente al pañuelo que cubre el pelo se algunas mujeres en la tradición islámica por sus preceptos religiosos subyacentes.
| Nombre                          | Imagen                | Descripción |
| ------------------------------- | --------------------- | --- |
| Abaya عباية                     |                       | Es una vestido estilo túnica que cubre el cuerpo entero excepto cabeza, pies y manos. Normalmente se combina con un velo en la cabeza o (especialmente en Arabia Saudí) guantes y niqab. |
| al-Amira                        |                       | Un velo de dos piezas. Consta de un gorro ajustado, normalmente sintético o de algodón o, y un pañuelo tubular. |
| Bushiyya                        |                       | Un velo atado sobre la frente que cae para cubrir toda la cara entera sin dejar un hueco para los ojos, ya que el tejido es lo suficientemente translúcido como para ver a través el exterior. Típico de Oriente Medio, específicamente del Golfo Pérsico.                                                                                         |
| Bukhnuq بخنق                    |                       | Similar al khimār 2 (ver abajo) pero baja justo hasta el busto. A veces se llama "hiyab amira" si tiene bordados. |
| Batula برقع شرق الجزيرة العربية |                       | Tradicional en Emiratos árabes, Omán, Catar y de los árabes del sur de Irán. Esta tradición casi ha muerto excepto por las mujeres más mayores y de áreas rurales, que todavía pueden ser vistas llevándolo. |
| Burqa o Chadari برقع، چادری     |                       | Estilo tradicional de Afganistán y Asia Central que cubre el cuerpo entero y tiene una rejilla sobre la cara para poder ver el exterior. Muy similar en estilo y función a otros estilos centroasiáticos como el paranja. |
| Chador                          |                       | Estilo tradicional iraní (también llevado en otros países) que cubre de pies a cabeza. Es un semicírculo que toca hasta el suelo. No tiene rendija para las manos, por lo que se mantiene cerrado sujetándolo con las manos o sencillamente apretándolo bajo los brazos.                                                                           |
| Elechek                         |                       | Turbante blanco tradicionalmente llevado por mujeres kirguís, actualmente reservado para ocasiones especiales. |
| Hijāb حجاب                      |                       | Se puede referir a cualquier tipo de cobertura de cabeza. |
| Jilbāb (1) جلباب                | Genérico              | La palabra exacta utilizada en el Corán (Suratu l-Ahzāb, āya 59) para referirse a la prenda exterior. En Indonesia jilbab significa exclusivamente la que cubre la cabeza. |
| Jilbāb (2)                      |                       | Una prenda exterior que parece un impermeable largo o gabardina. |
| Kalpak                          |                       | Tocado tradicional de mujeres solteras de Kazajistán, Karakalpakstan y Kirguistán. |
| Kerudung                        |                       | Similar al tudong de Malasia (abajo), el moderno kerudung indonesio normalmente incluye una visera rígida encima de los ojos. |
| Khimār (1) خمار                 | Genérico              | La palabra utilizada en el Corán (Suratu n-Nūr, āya 31) para referir al velo para la cabeza. A pesar de lo que diga el Corán, la palabra "hijāb" es más utilizada para este significado. |
| Khimār (2)                      | Archivo:Khimar bn.jpg | Generalmente, una pieza circular para cubrir la cabeza con una rendija en la cara, que llega hasta la cintura. Nótese los mencionados bukhnuq y chador, que son del mismo estilo pero con longitudes diferentes. |
| Kimeshek                        |                       | Tocado tradicional de mujeres casadas en Kazajistán, Karakalpakstan y Kirguistán. |
| Kurhars                         |                       | Tocado tradicional mujeres solteras en Ingusetia. |
| Mukena                          |                       | Un velo indonesio usado casi exclusivamente durante el rezo. Se sujeta alrededor de la cabeza con dos cordones. Colores blanco o pastel. |
| Niqaab نقاب                     |                       | Velo que cubre el rostro y la cabeza entera pero con una rendija para los ojos (en la imagen: el estilo llevado en Yemen). |
| Niqaab (2)                      |                       | Un velo que se ata encima del puente de la nariz y cae cubriendo los labios y barbilla. También llamado "medio niqab". |
| Oramal                          |                       | Una bandana tradicional utilizada en Asia Central y Caucaso (nótese como al atarse, deja el cuello sin cubrir). En algunos países, como Uzbekistán, se usa sólo en casa, mientras en público el paranja era más popular. En otros países, como Kazajistán, es más común en público. En Kirguistán el color blanco indica que la mujer está casada. |
| Paranja                         |                       | Tradicional de Asia Central, cubre la cabeza y el cuerpo, bastante pesado y hecho con pelo de caballo. Prevalente antiguamente en sociedades uzbekcas y tayicas. |
| Selendang                       |                       | En Sudeste Asiático es una banda multiusos que puede anudarse alrededor de los hombros para llevar colgado tanto un bebé como la compra, o bien como velo sobre la cabeza. |
| Shayla                          |                       | Pañuelo largo y rectangular, envuelto alrededor de la cabeza y que sujeta en los hombros dentro de la ropa o con alfileres. Popular en los países del Golfo. |
| Taqiyah(tocado)                 |                       | - Xinjiang - Normalmente sin velo - Tataristan y Caucaso - siempre con velo - Kazajistán, Kirguizstan, y Karkalpakstan - solo para niñas pequeñas - Uzbekistán y Tayikistán - solo para estar en casa, en públicos se debe tapar la cara |
| Tudung o Kerudung               |                       | Velo llevado en Malasia e Indonesia. En Indonesia, el término kerudung es mucho más común. |
| Türban (turbante)               |                       | En Turquía se llama turbante si el velo está sujeto pulcramente a los lados. |